# Аврамівська сільська рада
Авра́мівська сільська́ ра́да — адміністративно-територіальна одиниця та орган місцевого самоврядування в Монастирищенському районі Черкаської області. Адміністративний центр — село Аврамівка.

## Загальні відомості
- Населення ради: 3 609 осіб (станом на 2001 рік)

## Населені пункти
Сільській раді були підпорядковані населені пункти:
- с. Аврамівка
- с. Летичівка

## Склад ради
Рада складалася з 22 депутатів та голови.
- Голова ради: Кузьменко Раїса Іванівна
- Секретар ради: Данчук Лариса Олександрівна

### Керівний склад попередніх скликань
| Прізвище, ім'я, по батькові    | Основні відомості                                                 | Дата обрання | Дата звільнення |
| ------------------------------ | ----------------------------------------------------------------- | ------------ | --------------- |
| Бегерський Михайло Миколайович | Сільський голова, 1981 року народження, безпартійний              | 26.03.2006   | 31.10.2010      |
| Кузьменко Раїса Іванівна       | Сільський голова, 1963 року народження, освіта вища, позапартійна | 31.10.2010   |                 |

Примітка: таблиця складена за даними сайту Верховної Ради України

### Депутати
За результатами місцевих виборів 2010 року депутатами ради стали:

#### За суб'єктами висування
| Суб'єкт висування                                       | Кількість обраних депутатів | %    |
| ------------------------------------------------------- | --------------------------- | ---- |
| Самовисування                                           | 9                           | 40,9 |
| Партія регіонів                                         | 6                           | 27,3 |
| Політична партія Всеукраїнське об'єднання «Батьківщина» | 5                           | 22,7 |
| Партія «Союз»                                           | 1                           | 4,5  |
| Політична партія «Європейська партія України»           | 1                           | 4,5  |

#### За округами
| № округу                                                | Прізвище, ім'я, по батькові     | Дата визнання обраним | Освіта             | Партійна приналежність                        | Відомості про обраного депутата                                  |
| ------------------------------------------------------- | ------------------------------- | --------------------- | ------------------ | --------------------------------------------- | ---------------------------------------------------------------- |
| Партія регіонів                                         |                                 |                       |                    |                                               |                                                                  |
| 5                                                       | Данчук Лариса Олександрівна     | 05.11.2010            | середня спеціальна | член Партії регіонів                          | ВАТ «Монфарм», пакувальник-укладальник                           |
| 10                                                      | Чорноконь Олександр Миколайович | 05.11.2010            | середня спеціальна | позапартійний                                 | пенсіонер                                                        |
| 15                                                      | Капутя Лариса Павлівна          | 05.11.2010            | незакінчена вища   | позапартійна                                  | Монастирищенська міська рада, спеціаліст 1 категорії з фінансів  |
| 17                                                      | Воловик Тетяна Іванівна         | 05.11.2010            | середня спеціальна | позапартійна                                  | Монастирищенська міська рада, спеціаліст 1 категорії з фінансів  |
| 21                                                      | Смілянець В'ячеслав Васильович  | 05.11.2010            | вища               | член Партії регіонів                          | Монастирищенський райавтодор, бухгалтер                          |
| 22                                                      | Семерунь Леонід Васильович      | 05.11.2010            | вища               | позапартійний                                 | ТДІП в Черкаській області, інспектор праці                       |
| Партія «Союз»                                           |                                 |                       |                    |                                               |                                                                  |
| 9                                                       | Лайтер Людмила Валентинівна     | 05.11.2010            | середня спеціальна | позапартійна                                  | Монастирищенська ЦРЛ, медична сестра                             |
| Політична партія Всеукраїнське об'єднання «Батьківщина» |                                 |                       |                    |                                               |                                                                  |
| 3                                                       | Лихота Федір Володимирович      | 05.11.2010            | вища               | член Всеукраїнського об'єднання «Батьківщина» | Монастирищенський цегельний завод, підсобний робітник            |
| 7                                                       | Дригант Лариса Леонідівна       | 05.11.2010            | середня спеціальна | позапартійна                                  | Аврамівська та Летичівська загальноосвітня школа, медична сестра |
| 8                                                       | Тимченко Василь Антонович       | 05.11.2010            | середня спеціальна | позапартійний                                 | Монастирищенський Машинобудівний завод, електрик                 |
| 14                                                      | Панчук Лідія Василівна          | 05.11.2010            | вища               | позапартійна                                  | Аврамівська загальноосвітня школа, вчитель                       |
| 18                                                      | Шерегеда Леонід Васильович      | 05.11.2010            | середня            | позапартійний                                 | тимчасово не працює                                              |
| Політична партія «Європейська партія України»           |                                 |                       |                    |                                               |                                                                  |
| 4                                                       | Дибська Людмила Миколаївна      | 05.11.2010            | середня спеціальна | позапартійна                                  | Аврамівська сільська бібліотека, завідувачка                     |
| Самовисування                                           |                                 |                       |                    |                                               |                                                                  |
| 1                                                       | Безкоровайний Леонід Едуардович | 05.11.2010            | незакінчена вища   | позапартійний                                 | приватний підприємець                                            |
| 2                                                       | Співак Микола Іванович          | 05.11.2010            | середня спеціальна | позапартійний                                 | тимчасово не працює                                              |
| 6                                                       | Шемета Галина Филимонівна       | 05.11.2010            | вища               | позапартійна                                  | Аврамівська сільська рада, головний бухгалтер                    |
| 11                                                      | Тягун Віктор Михайлович         | 05.11.2010            | середня спеціальна | позапартійний                                 | ВАТ"Монфарм", завідувач господарства                             |
| 12                                                      | Скригонюк Павло Петрович        | 05.11.2010            | середня спеціальна | позапартійний                                 | пенсіонер                                                        |
| 13                                                      | Шквира Валентина Миколаївна     | 05.11.2010            | вища               | член Народної партії                          | Українська пошта, листоноша                                      |
| 16                                                      | Іванчук Римма Василівна         | 05.11.2010            | вища               | позапартійна                                  | Летичівський дитячий навчальний заклад, завідувачка              |
| 19                                                      | Рябець Валентина Олександрівна  | 05.11.2010            | середня спеціальна | позапартійна                                  | приватний підприємець                                            |
| 20                                                      | Бескоровайний Роман Васильович  | 05.11.2010            | вища               | позапартійний                                 | ВАТ"Ощадбанк", завідувач сектору роздрібного кредитування        |